# Partia Nowej Demokracji (Litwa)
Partia Nowej Demokracji (lit. Naujosios demokratijos partija, NDP) – litewska centrolewicowa partia polityczna, działająca w latach 1995–2001, formalnie wyrejestrowana w 2005.
Ugrupowanie powstało w 1995 jako Litewska Partia Kobiet (lit. Lietuvos moterų partija), zostało założone przez byłą premier Kazimierę Prunskienė, która po kilku latach zdecydowała się powrócić do bieżącej polityki. W 1996 LMP otrzymała 3,67% głosów, nie przekraczając wynoszącego 5% progu wyborczego i wprowadzając tylko swoją liderkę z okręgu jednomandatowego. W 1998 ugrupowanie zmieniło nazwę na Nowa Demokracja – Partia Kobiet (lit. Naujoji demokratija – Moterų partija), od 2000 funkcjonowało jako Partia Nowej Demokracji.
W 2000 NDP przystąpiła do „Socjaldemokratycznej Koalicji Algirdasa Brazauskasa”, opartej na LSDP i LDDP. Blok zajął w wyborach parlamentarnych pierwsze miejsce z wynikiem 31,08%, uzyskując 51 mandatów w 141-osobowym Sejmie, z czego 3 przypadły przedstawicielom partii byłej premier.
W 2001 stronnictwo nawiązało bliską współpracę z Litewską Partią Chłopską, co skutkowało utworzeniem wspólnej frakcji w Sejmie kadencji 2000–2004. Wkrótce oba ugrupowania zawiązały federację pod nazwą Związek Partii Chłopskiej i Nowej Demokracji, przekształconą w 2005 w jednolitą partię – Litewski Ludowy Związek Chłopski.